# Constitutum possessorium
Constitutum possessorium – sposób przeniesienia posiadania polegający na tym, że dotychczasowy posiadacz samoistny zachowuje rzecz w swoim władaniu jako posiadacz zależny albo jako dzierżyciel (na podstawie stosunku prawnego, który strony jednocześnie ustalają) – art. 349 KC. Jako przykład można podać sytuację, w której właściciel sprzedaje rzecz, ale równocześnie strony zawierają umowę dzierżawy, pozostawiając nieruchomość w posiadaniu zależnym sprzedawcy.